# Moran Roth
Moran Roth (hebr. מורן רוט, ur. 10 listopada 1982 w Aszdod) – izraelski koszykarz występujący na pozycji rozgrywającego. Wielokrotny reprezentant Izraela, uczestnik mistrzostw Europy w koszykówce mężczyzn 2007 oraz 2009. Występował także w reprezentacji kraju do lat 18.

## Życiorys
Rozpoczynał swoją karierę koszykarską w 2001 w drugoligowym wówczas klubie Maccabi Aszdod. W drużynie tej występował przez jeden sezon, po czym został zawodnikiem występującego wówczas w izraelskiej drugiej lidze klubu Elicur Ramla, w którym grał do 2004. Następnie przeniósł się do Izraelskiej Super Ligi, w której gra do dziś. Kolejno był zawodnikiem następujących klubów: Hapoel Ramat ha-Szaron (2004–2005), Maccabi Riszon le-Cijjon (2005–2006), Hapoel Gelil Eljon (2006), Ironi Ramat Gan (2007), Hapoel Holon (2007–2008), Hapoel Jerozolima (2008–2009), Elicur Aszkelon (2009–2010) oraz ponownie Hapoel Holon (od 2010).
W sezonie 2004/2005 został wybrany odkryciem roku w Izraelskiej Super Lidze. W sezonie 2005/2006 przyznano mu tytuł rezerwowego roku w Izraelskiej Super Lidze. W sezonie 2007/08, wraz z klubem Hapoel Holon, zdobył mistrzostwo Izraela. W 2008 roku, jako zawodnik Hapoelu Jerozolima, wygrał Puchar Ligi Izraelskiej w koszykówce mężczyzn.
Wraz z reprezentacją Izraela dwukrotnie wystąpił w mistrzostwach Europy. W 2007 roku zagrał w 4 spotkaniach, w których zdobył 1 punkt, a w 2009 wystąpił w 3 meczach, w których nie zdobył żadnego punktu.

## Osiągnięcia
Stan na 8 kwietnia 2018, na podstawie, o ile nie znaleziono inaczej.
Drużynowe
- Mistrz Izraela (2008)
- Wicemistrz Izraela (2013)
- 4. miejsce w lidze izraelskiej (2009)
- Zdobywca pucharu:
  - Izraela (2013)
  - ligi izraelskiej (2009, 2012)

Indywidualne
- Odkrycie roku Superligi Izraelskiej (2005)
- Uczestnik meczu gwiazd ligi izraelskiej (2012)
- Zaliczony do I składu ligi izraelskiej (2011, 2012)

Reprezentacja
- Uczestnik mistrzostw Europy (2007 – 11. miejsce, 2009 – 13. miejsce)